# Cestrum limitatis
Cestrum limitatis là loài thực vật có hoa trong họ Cà. Loài này được Alain mô tả khoa học đầu tiên năm 1976.